# 로리 스완
로리 스완(영어:Rory Swan)은 스타크래프트 2 종족인 테란의 영웅 유닛이다. 불곰의 영웅인 유닛이다.

## 작중 행적
로리 스완은 스타크래프트 2에서 짐 레이너의 레이너 특공대의 일원으로 등장하는 인물이다. 짐 레이너와는 절친한 친구인 관계이며 짐 레이너를 도와주는 역할을 많이 하는 인물로 스타크래프트 2에서 짐 레이너와 함께 영웅 유닛으로 동반 등장하는 일이 잦은 인물이다. 로리 스완은 광부 집안 출신으로서 어릴 적부터 뛰어난 기계 다루기의 재능을 보여줬으며 이후 성인으로 성장하면서 기계 관전 능력을 더욱 발전시켰다. 또한 로리 스완은 짐 레이너가 타고다니는 시체매를 향해 익살스러운 농담을 하기도 하는 인물이기도 하다. 직속 부하로는 마일로 카친스키가 있으며 로리 스완은 처음엔 마일로 카친스키가 레이너 특공대에 들어오는 것에 의문을 품고 반대했지만 후에 그의 탁월하고 뛰어난 재능을 인정하고 알아본 뒤론 그를 높이 평가하고 신뢰하여 자신의 직속 부하로 받아들였다.

## 유닛으로서 능력치
로리 스완은 체력:200, 기본 방어력:1, 지대지 공격력:25의 능력치를 가지고 있다. 자신의 특수 기술로는 체력:750, 기본 방어력:1, 지대지 공격력:14에 광역 공격 기능이 있는 화염방사기 포탑인 '불꽃 베티'를 설치 할 수 있는 특수 기술을 가지고 있다. 

## 같이 보기
- 스타크래프트
- 테란
- 짐 레이너